# J.B. Wolters
Uitgeverij J.B. Wolters és una antiga editorial radicada a Groningen (Països Baixos) que publicava sobretot llibres de text, cartells educatius i recursos per aprendre a llegir. Fou creat el 1836 per Jan Berends Wolters (1808-1860) i existia fins al 1968, quan es fusionà amb P. Noordhoff sota el nom de Wolters-Noordhoff. El 1915 obrí una oficina a La Haia i el 1923 a Batavia (actualment Jakarta). Des del 1958 també tenien un departament belga a Lovaina.

## Edicions conegudes
Entre altres:
- De Grote Bosatlas, que actualment està publicat per Nordhoff Uitgevers.
- Nederlandsche Schoolplaten, entre altres
  - Twintig platen voor aanschouwingsonderwijs 1891, 1895 per H. Scheepstra i W. Walstra, Steendruk v. P.W.M. Trap.
  - Schoolplaten voor de Vaderlandsche Geschiedenis, 1910-1971 De geschiedenis gekleurd 1979, per J. W. de Jongh i H. Wagenvoort (a partir del 1940 J.J. Moerman i a partir del 1954 D. Wijbenga). Els il·lustradors foren Gerard van Hove, J.H. Isings Jr., C. Jetses, J.J.R. de Wetstein Pfister, Hermann Wislicenus, G. Westerman i J. Hoynck van Papendrecht
  - Dieren in hun omgeving - 1e Serie, In ons land, 1931-1979, per L. Dorsman Czn., K. M. Knip iA. Mellink, il·lustrat per M. A. Koekoek.
- Diccionaris, entre altres Koenen.

## Oficines
Les oficines estigueren notades a les edicions com el següent:
| Lloc                        | Període         | Comentaris |
| --------------------------- | --------------- | --- |
| Groningen                   | fins al 1915    | |
| Groningen, La Haia          | 1915-1931       | |
| Groningen, La Haia, Batavia | 1931-1933       | L'oficina de Batavia, creada el 1923, fou mencionada a partir del 1931 als cartells educatius i recursos per aprendre a llegir. |
| Groningen, Batavia          | 1934-1949       | L'oficina a la Haia, que existia fins al 1940, ja no fou mencionada a partir del 1934 als cartells educatius i recursos per aprendre a llegir.                                                                                          |
| Groningen, Jakarta          | 1950-1955       | A partir del 1942 el nom de Batavia es canvià a Jakarta, però aquest nom no fou utilitzat als cartells educatius i recursos per aprendre a llegir fins al 1950, un any després el reconeixement de la independència pels Països Baixos. |
| Groningen                   | 1956-1966       | |
| Wolters-Noordhoff Groningen | 1968-2008       | Des del 1979 van vendre a través de De Vuurbaak. Després del 1968 ja no van publicar recursos per aprendre a llegir. |
| Noordhoff Uitgevers         | 2008-actualment | Ja no publiquen cartells educatius. |